# Alopecosa sokhondoensis
Alopecosa sokhondoensis là một loài nhện trong họ Lycosidae.
Loài này thuộc chi Alopecosa. Alopecosa sokhondoensis được Dmitri Viktorovich Logunov & Yuri M. Marusik miêu tả năm 1995.